# Pape Gueye
Pape Alassane Gueye (Montreuil, 24 de janeiro de 1999) é um futebolista franco-senegalês que atua como volante. Atualmente, joga pelo Villarreal.

## Carreira

### Início
Gueye Iniciou sua carreira aos seis de idade no Blanc-Mesnil, um clube local de sua comuna natal, Montreuil. De talento notável, ao mesmo tempo em atuava no clube local, estudava em uma escola chamada secundária Nelson-Mandela. Nessa época, atuava como um meio-campista mais ofensivo, tendo recuado conforme foi passando o tempo. Em 2012, chegou ao Le Havre aos 13 anos onde se tornaria profissional.

### Le Havre
Gueye fez estreia como profissional no dia 5 de maio de 2017, no empate de 0–0 com o Chamois Niortais na 36ª rodada da Ligue 2. Assinou seu primeiro contrato profissional no mês seguinte. No time B do Le Havre, destacou-se na Ligue 3 de 2018-19, tendo o treinador do time principal do Le Havre Paul Le Guen integrando-o definitivamente no time principal. Gueye até usou a braçadeira de capitão algumas vezes por sua liderança em campo.

### Watford
Em 29 de abril de 2020, foi anunciado que Gueye havia acertado sua ida para o Watford, tendo seu contrato com Le Havre expirado em julho de 2020. Gueye assinou por cinco anos com o clube inglês e foi apresentado.
24 horas depois de sua chegada, o Watford acertou sua transferência para o Olympique de Marseille, que incluía uma cláusula de um revenda para o Watford. Sobre esse episódio, Gueye alegou que seu agente tinha lhe dado "maus conselhos", citando que seu contrato com Watford continha um salário de 45.000 libras por mês e não as 45.000 por semana que seu agente havia prometido.

### Marseille
Em 1 de julho de 2020, Gueye foi apresentado e assinou um contrato de quatro anos com o Marseille,  por uma taxa de 3 de euros  (equivalente a 2,7 milhões de libras). Na temporada (2022/23) Gueye fez 19 jogos, mas apenas cinco deles como titular.[carece de fontes?]

### Sevilla
Em 30 de janeiro de 2023, Gueye foi emprestado pelo Olympique de Marselha ao Sevilla. Ele foi cedido até o final da temporada. Gueye estreou pelo Sevilla em 5 de fevereiro, na derrota por 3–0 para o Barcelona na 20ª rodada da La Liga.

## Seleção nacional
Nascido na França mas com ascendência senegalesa, Pape atuou pelas categorias Sub-18 e Sub-19 da França. Fez sua estreia pela Seleção Senegalesa em 14 de novembro de 2021, na vitória de 2–0 sobre o Congo em jogo das Eliminatórias da Copa do Mundo de 2022.
Foi um dos convocados para a Copa das Nações Africanas de 2021 e compôs o elenco vencedor do torneio, batendo o Egito nos pênaltis por 4–2 após empate de 0–0 no tempo normal. Pela conquista, foi juntamente com todos os integrantes da Seleção condecorado com a Ordem Nacional do Leão em fevereiro de 2022. Em 11 de novembro de 2022, foi um dos 26 convocados pelo técnico Aliou Cissé para representar Senegal na Copa do Mundo de 2022, na Catar.
Gueye foi um dos 27 selecionados para disputarCampeonato Africano das Nações de 2023, disputado em 2024.

## Estilo de jogo
Gueye é descrito com um meio-campista box-to-box, notável por sua agressividade e alto competitividade em seu estilo, tendo também uma boa visão de jogo, força física e altura.

## Títulos

### Senegal
- Campeonato Africano das Nações: 2021

### Prêmios individuais
- Ordem Nacional do Leão: 2022